# Somporn Yos
Somporn Yos (tiếng Thái: สมพร ยศ, sinh ngày 23 tháng 6 năm 1993 ở Thái Lan), hoặc còn được biết với tên đơn giản Ton (tiếng Thái: ต้น), là một cầu thủ bóng đá người Thái Lan thi đấu ở vị trí thủ môn cho câu lạc bộ Thai League 1 Port và đội tuyển quốc gia Thái Lan.

## Sự nghiệp quốc tế
Somporn giành chức vô địch tại Đại hội Thể thao Đông Nam Á 2015 với U-23 Thái Lan. Năm 2016, Somporn được chọn vào đội hình U-23 Thái Lan cho Giải vô địch bóng đá U-23 châu Á 2016 ở Qatar. Vào tháng 5 năm 2016, anh thi đấu cho Thái Lan ở Vòng loại giải vô địch bóng đá thế giới 2018 khu vực châu Á trước Iraq

## Danh hiệu

### Quốc tế
U-23 Thái Lan
- Sea Games  Huy chương Vàng (1): 2015
- BIDC Cup (Campuchia) (1): 2013